# Holotrichia latecostata
Holotrichia latecostata är en skalbaggsart som beskrevs av Moser 1911. Holotrichia latecostata ingår i släktet Holotrichia och familjen Melolonthidae. Inga underarter finns listade i Catalogue of Life.